# Mamacita (album của Super Junior)
Mamacita là album phòng thu Tiếng Hàn thứ bảy (tổng thể thứ tám) của nhóm nhạc nam Hàn Quốc Super Junior. Nó được phát hành vào ngày 1 tháng 9 năm 2014, bởi SM Entertainment và được phát hành trực tuyến vào ngày 29 tháng 8 năm 2014. Đây là album tiếng Hàn đầu tiên của họ kể từ sau khi phát hành Sexy, Free & Single vào năm 2012.
Album có 10 thành viên tham gia, đánh dấu sự trở lại của các thành viên Leeteuk và Heechul sau khi thực hiện nghĩa vụ quân sự bắt buộc. Nó có giọng hát của Yesung trong một số bài hát, người đã tham gia nghĩa vụ quân sự bắt buộc trong quá trình sản xuất album.

## Bối cảnh
Nhóm đã gián đoạn trong hai năm và một tháng trong khi chờ đợi nhóm trưởng của họ, Leeteuk, người đang phục vụ trong nghĩa vụ quân sự bắt buộc. Vào năm 2013 và đầu năm 2014, các đơn vị phụ Super Junior-M và Donghae & Eunhyuk đã tích cực làm việc cho các album và lưu diễn của riêng họ, trong khi toàn bộ nhóm đã hoàn thành thành công World Tour Super Show 5 của họ và đạt được một số giải thưởng và thu âm ở nước ngoài.
Khi Leeteuk xuất ngũ sớm hơn, các thành viên của nhóm bắt đầu gợi ý họ đang thu âm một album mới và một số người trong số họ đã cập nhật SNS của họ bằng hình ảnh trong phòng thu. Một tuần trước khi Leeteuk xuất viện, họ cũng đã đăng tải một bức ảnh của cả nhóm đang diễn tập cùng nhau, gây ra sự phấn khích lớn. Một trong những bức ảnh tiết lộ rằng biên đạo múa nổi tiếng Tony Testa đang làm việc với họ.
Nó đã được công bố vào tháng 8 năm 2014 rằng nhóm sẽ trở lại vào cuối tháng đó với một album đầy đủ và tour diễn thế giới mới Super Show 6. Tiêu đề của album đã được tiết lộ, làm tăng dự đoán, với khoảng bốn mươi hình ảnh teaser được phát hành sau đây ngày Cuối cùng, nhóm phát hành một video teaser hình ảnh với cốt truyện miền Tây, một đoạn video giới thiệu video âm nhạc giới thiệu các phần của vũ đạo, điệp khúc của bài hát và đoạn giới thiệu bài hát của album phòng thu.

## Sản xuất & Phối nhạc
Album có đầy đủ các âm thanh mới, nhịp đập khác nhau, R&B cũ và Pop. Nó được được tiết lộ rằng Teddy Riley, Jason J. Lopez và Yoo Young Jin đã sáng tác ca khúc chủ đề, được mô tả là một "track swing jack đô thị mới với một cơ sở bộ gõ Ấn Độ và giai điệu piano gợi nhớ đến một bản phối lại của DJ."
Album có tổng cộng 10 bài hát, và có những người soạn nhạc là Don Spike, Team One Sound và Hitchhiker. Thành viên Donghae đã đóng góp âm nhạc và lời cho bài hát 'Shirt' và 'Islands' nói về tình bạn và lòng trung thành của nhóm. Thành viên Siwon cũng đã viết lời cho ‘Don’t Leave Me' trong trong album tài phát hành.

## Quảng bá

### Phát hành
Super Junior đã tổ chức một cuộc họp báo tại khách sạn Imperial Palace ở Gangnam, Seoul vào ngày 28 tháng 8 năm 2014 với 200 phóng viên tham dự. Vài giờ sau đó, video âm nhạc chính thức đã giảm xuống một triệu lượt xem trong ít hơn một triệu lượt xem 9 giờ và hai triệu lượt xem trong chưa đầy 22 giờ. Trên trang web tiếng Trung YinYueTai, Super Junior đã trở thành nhóm thứ hai đạt được số điểm 100,00 hoàn hảo cho video âm nhạc (video âm nhạc Swing của Super Junior-M, là nhóm đầu tiên).
Vào ngày 29 tháng 8 lúc 00:00 (KST), album đã bị hủy ở định dạng kỹ thuật số tại Hàn Quốc. Trong vài ngày tới, album cũng đã có sẵn thông qua iTunes cho người hâm mộ nước ngoài. Phiên bản chính của album đã có sẵn để đặt hàng trước một tuần trước và được bán hết trong Synnara Store. Vào ngày 1 tháng 9, album đã có mặt tại các cửa hàng và đạt vị trí số 1 trong bảng xếp hạng ngay lập tức, mặc dù có một cuộc tranh cãi với lỗi trong lần in thứ hai của album.

### Biểu diễn trực tiếp
Nhóm đã có màn trình diễn trở lại trong chương trình âm nhạc Hàn Quốc Music Bank với các bài hát "Shirt" và "Mamacita" vào ngày 29 tháng 8 và tiếp tục quảng bá trên Music Core, Inkigayo và M! Countdown. Vào ngày 10 tháng 9, nhóm đã thực hiện hai sự kiện ký tặng người hâm mộ tại các địa điểm khác nhau ở Seoul.

### Super Show 6
Super Junior đã khởi động World Tour thứ ba vào ngày 19 tháng 9 tại Seoul. Vé cho những ngày đầu tiên ở quê nhà đã được bán hết chỉ trong 9 phút và nhóm đã tổ chức buổi hòa nhạc thứ 100 vào ngày 21 tháng 9. Họ cũng xác nhận năm điểm dừng tại Nhật Bản, tại Tokyo Dome và Osaka Dome.

## Đánh giá từ các nhà phê bình
Billboard đã phát hành một bài viết về album mới của Super Junior làm nổi bật sự đa dạng thử nghiệm của các phong cách âm nhạc. Trang web Critical Kpop cũng đặt tên 'Mamacita' là ứng cử viên hàng đầu cho album của năm trong ngành công nghiệp K-Pop 2014, ca ngợi nó là "Mọi bài hát trên Mamacita đều khớp với nhau và tiết lộ hơn, mọi bài hát trên Mamacita đều tốt hơn bao gồm cùng nhau, trong sự mượt mà, tinh vi, sôi nổi được ghép lại với nhau này. Đó mới là một album". Allkpop cũng ca ngợi cách viết album mà các nhà soạn nhạc "đã tạo ra một tác phẩm khá thành thạo ở đây" và cho họ tổng điểm 9,0.

## Hiệu suất thương mại
Album đạt vị trí số 1 trên bảng xếp hạng Hanteo, khiến nó trở thành đĩa bán chạy nhất trong tuần với hơn 65.000 bản được bán ra. Nó trở thành số 1 trên iTunes ở nhiều quốc gia như Hong Kong, Philippines, Singapore và Thái Lan và được xếp vào Top 10 tại nhiều quốc gia như Nhật Bản, Indonesia và Mexico. Album đứng đầu Bảng xếp hạng Thế giới Album của Billboard chỉ sau ba ngày bán ra, bán được hơn 1000 bản theo Nielsen SoundScan.
Super Junior cũng được xếp hạng cao trong các bảng xếp hạng nội địa khác ở châu Á, đứng ở vị trí số 1 trên bảng xếp hạng KKBOX Weekly tại Đài Loan và Hồng Kông, #2 trên bảng xếp hạng Tower Records và #3 trên bảng xếp hạng Oricon, Nhật Bản.

## Danh sách bài hát
| Bản A và Bản B   | Bản A và Bản B                                                      | Bản A và Bản B                        | Bản A và Bản B                                        | Bản A và Bản B |
| STT              | Nhan đề                                                             | Phổ lời                               | Phổ nhạc                                              | Thời lượng     |
| ---------------- | ------------------------------------------------------------------- | ------------------------------------- | ----------------------------------------------------- | -------------- |
| 1.               | "Mamacita" (아야야; Ayaya)                                          | Yoo Young-jin                         | DOM, Yoo Young-jin, Lee Hyunseung, J.SOL, Teddy Riley | 3:27           |
| 2.               | "Midnight Blues" (춤을 춘다; Chumeul Chunda)                        | Shin Jinhye, Lee Yoojin               | Jason Gill, Curtis Richa, Emanuel Olsson              | 4:21           |
| 3.               | "Evanesce" (백일몽; Baegilmong)                                     | Misfit                                | DOM, Kim Taesung, Andrew Choi, Teddy Riley            | 3:44           |
| 4.               | "Raining Spell for Love" (사랑이 멎지 않게; Sarang-i Meotji Ankyeo) | Jung Juhee                            | DOM, lee Hyunseung, J.SOL, Teddy Riley                | 3:22           |
| 5.               | "Shirt"                                                             | Lee Donghae, Team One Sound           | Lee Donghae,Team One Sound                            | 3:28           |
| 6.               | "This Is Love"                                                      | Kim Jiwon, Cho Yoonkyung              | Kim Jihu, Park Seulgi, Lola Fair, Nermin Harambasic   | 3:49           |
| 7.               | "Let's Dance"                                                       | Seo Ji-eum                            | Im Kwangwook, Ylva Dimberg, Nermin Harambasic         | 3:45           |
| 8.               | "Too Many Beautiful Girls"                                          | Kim Inhyung, Shin Jinhye, Lee Seuran  | Chris Young, Andy Jackson                             | 3:20           |
| 9.               | "Mid-season" (환절기; Hwanjeolgi)                                   | Hwang Hyun                            | Hwang Hyun                                            | 4:01           |
| 10.              | "Islands"                                                           | Seo Ji-eum, Lee Yoojin, Cho Yoonkyung | Ricky Hanley, Alex Holmgren, Andreas Stone Johansson  | 4:27           |
| Tổng thời lượng: | Tổng thời lượng:                                                    | Tổng thời lượng:                      | Tổng thời lượng:                                      | 37:44          |

| This Is Love (Phiên bản đặc biệt) | This Is Love (Phiên bản đặc biệt)           | This Is Love (Phiên bản đặc biệt)     | This Is Love (Phiên bản đặc biệt)                     | This Is Love (Phiên bản đặc biệt) |
| STT                               | Nhan đề                                     | Phổ lời                               | Phổ nhạc                                              | Thời lượng                        |
| --------------------------------- | ------------------------------------------- | ------------------------------------- | ----------------------------------------------------- | --------------------------------- |
| 1.                                | "This Is Love" (Stage Version)              | Kim Jiwon, Cho Yoonkyung              | Kim Ji Hu, Park Seulgi, Lola Fair, Nermin Harambasic  | 4:07                              |
| 2.                                | "Hit Me Up"                                 | Teddy Riley, DOM, Lee Hyun Seung      |                                                       | 3:24                              |
| 3.                                | "Mamacita" (아야야)                         | Yoo Young-jin                         | DOM, Yoo Young-jin, Lee Hyunseung, J.SOL, Teddy Riley | 3:27                              |
| 4.                                | "Midnight Blues" (춤을 춘다)                | Shin Jinhye, Lee Yoojin               | Jason Gill, Curtis Richa, Emanuel Olsson              | 4:21                              |
| 5.                                | "Don't Leave Me"                            | Choi Siwon、Iconic Sounds             | Choi Siwon、220, Iconic Sounds                        | 3:41                              |
| 6.                                | "...ing" (중) (Super Junior-K.R.Y.)         | Park Chang Hyun                       | Park Chang Hyun                                       | 4:16                              |
| 7.                                | "Evanesce" (백일몽)                         | Misfit                                | DOM, Kim Taesung, Andrew Choi, Teddy Riley            | 3:44                              |
| 8.                                | "Raining Spell for Love" (사랑이 멎지 않게) | Jung Juhee                            | DOM, lee Hyunseung, J.SOL, Teddy Riley                | 3:22                              |
| 9.                                | "Shirt"                                     | Lee Donghae, Team One Sound           | Lee Donghae,Team One Sound                            | 3:28                              |
| 10.                               | "Let's Dance"                               | Seo Ji-eum                            | Im Kwangwook, Ylva Dimberg, Nermin Harambasic         | 3:45                              |
| 11.                               | "Too Many Beautiful Girls"                  | Kim Inhyung, Shin Jinhye, Lee Seuran  | Chris Young, Andy Jackson                             | 3:20                              |
| 12.                               | "Mid-season" (환절기)                       | Hwang Hyun                            | Hwang Hyun                                            | 4:01                              |
| 13.                               | "Islands"                                   | Seo Ji-eum, Lee Yoojin, Cho Yoonkyung | Ricky Hanley, Alex Holmgren, Andreas Stone Johansson  | 4:27                              |
| Tổng thời lượng:                  | Tổng thời lượng:                            | Tổng thời lượng:                      | Tổng thời lượng:                                      | 49:23                             |

## Thành phần tham gia tạo nên album
| - S.M Entertainment Co., Ltd – Executive Producer - Soo-man Lee – Producer - Nam Soo-young – Director of Management - Jung Chang-hwan – Director of Media Planning - Lee Song-soo, Kwon Yoon-jung, Yoon Ji-hae – A&R Direction & Coordinator - Park Hae-in, Kim Dong-hoo, Cho Min-kyung, Lee Seo-kyung – International Repertoire - Jung Hyo-won, Kim Min-kyung, Oh Jung-eun, Park Mi-ji – Publishing & Copyright Clearance - Vocal director – Yoo Young-jin - Super Junior: Leeteuk, Heechul, Yesung, Kangin, Shindong, Sungmin, Eunhyuk, Donghae, Siwon, Ryeowook and Kyuhyun – Vocals, background vocals - Yoo Young-jin – Recorded at S.M. Boomingsystem - Goo Joung-pil – Recorded at S.M. Yello Tall Studio - Kim Chol-Sun – Recorded at S.M. Blue Ocean Studio - Yoo Young-jin – Mixing (mixing done at S.M. Boomingsystem) - Nam Koong-jin – Mixing at S.M. Concert Hall Studio - Goo Jong-pil – Mixing at S.M. Yello Tall Studio - Kim Cheol-sun – Mixing at S.M. Blue Ocean Studio - Jang Eui-seok – Mixing at S.M. Blue Cup Studio - Kim Han-goo – Mixing at Sound Pool Studio - Jeon Hoon – Mastering (mastering done at Sonic Korea) | - Tak Yeong-jun, Kang Byeong-jun, Wan Young-sun, Kim Min-gun, Kim Si-young, Song In-ho, Park Yeong-suk – Artist Management and Promotion - Lee Seong-Soo, Yoon Hee-jun, Cho Yoo Eun – Artist Planning & Development - Kim Eun-ah, Jung Sang-hee, Lee Ji-sun – Public Relations & Publicity - Kim Min Suk, Park Min-Kwon, Jung Kyung-sik – Media Planning - Tak Young-jun, Hwang Sung-young, Beat Burger (Joe Sim, Greg Hwang) – Choreography Direction - Toni Testa, Beat Burger (Joe Sim, Greg Hwang) – Choreographer - Choi Jung-min – International Marketing - Steven Myungkyung Lee – English lyrics Supervisor - Lee Jung-ah – Customer Relationship Management - Park Jun-young, Sun Young, Jun Sung-jin – Music Video Direction - Min Hee-jin – Visual & Art Director - Han Jung-cul – Photographer - Cho Oh-chul, Yoon Jung-yoon, Kim Yae-min – Design - Lee Won-hae (want) – Stylist - Kim Jung-eun, Kim Hye-yun, Yae Won-sang, Kwak Dong-woo – Hair Stylist - Choi Hye-rin, Han Hyoo-eun, SO Hyun-joo – Make-up Artist - Young-min Kim – Executive Supervisor |

## Xếp hạng

### Xếp hạng album

#### Mamacita
| Quốc gia  | Bảng xếp hạng                                | Vị trí | Tham khảo |
| --------- | -------------------------------------------- | ------ | --------- |
| Hàn Quốc  | Gaon Album Chart (Trong nước)                | 1      |           |
| Hàn Quốc  | Gaon Album Chart (Xếp hạng chung)            | 1      |           |
| Nhật Bản  | Oricon Daily Album Charts (Album phương Tây) | 3      |           |
| Hong Kong | Metro International Chart                    | 18     |           |
| US        | Billboard World Albums                       | 1      | [ 3 ]     |
| US        | Heatseekers Album                            | 39     |           |

### Xếp hạng đĩa đơn

#### Mamacita
| Quốc gia   | Bảng xếp hạng                               | Bài hát  | Vị trí |
| ---------- | ------------------------------------------- | -------- | ------ |
| Hàn Quốc   | Gaon Digital Chart (Xếp hang chung)         | Mamacita | 11     |
| Hàn Quốc   | Gaon Digital Chart (Trong nước)             | Mamacita | 10     |
| Hàn Quốc   | Gaon Social Chart                           | Mamacita | 15     |
| Hàn Quốc   | Gaon Streaming Chart                        | Mamacita | 43     |
| Hàn Quốc   | Gaon Mobile Chart                           | Mamacita | 22     |
| Trung Quốc | Baidu Real Time King Chart (Xếp hang chung) | Mamacita | 2      |
| Trung Quốc | Baidu Real Time King Chart                  | Mamacita | 2      |
| Trung Quốc | Baidu New Song Chart                        | Mamacita | 3      |
| U.S.       | World Digital Songs                         | Mamacita | 4      |

#### Bảng xếp hạng khác
| Quốc gia   | Bảng xếp hạng              | Bài hát                  | Vị trí |
| ---------- | -------------------------- | ------------------------ | ------ |
| Trung Quốc | Baidu Real Time King Chart | Midnight Blues           | 10     |
| Trung Quốc | Baidu Real Time King Chart | Shirt                    | 4      |
| Trung Quốc | Baidu Real Time King Chart | Evanesce                 | 13     |
| Trung Quốc | Baidu Real Time King Chart | This Is Love             | 15     |
| Trung Quốc | Baidu Real Time King Chart | Let's Dance              | 21     |
| Trung Quốc | Baidu Real Time King Chart | Too Many Beautiful Girls | 19     |
| Trung Quốc | Baidu Real Time King Chart | Raining Spell For Love   | 17     |
| Trung Quốc | Baidu Real Time King Chart | Mid-Seasons              | 20     |
| Trung Quốc | Baidu Real Time King Chart | Island                   | 16     |
| Trung Quốc | Baidu New Song Chart       | Midnight Blues           | 15     |
| Trung Quốc | Baidu New Song Chart       | Shirt                    | 21     |
| Trung Quốc | Baidu New Song Chart       | Evanesce                 | 28     |
| Trung Quốc | Baidu New Song Chart       | This Is Love             | 30     |

### Xếp hạng MV

#### Mamacita
| Quốc gia   | Bảng xếp hạng                                           | Bài hát                  | Vị trí | Tham khảo |
| ---------- | ------------------------------------------------------- | ------------------------ | ------ | --------- |
| Trung Quốc | Yinyuetai Real Time Chart                               | Mamacita (Full Version)  | 1      |           |
| Trung Quốc | Yinyuetai Weekly Chart                                  | Mamacita (Full Version)  | 1      | [ 6 ]     |
| Trung Quốc | Yinyuetai Real Time Chart                               | Mamacita (Drama Version) | 2      |           |
| Trung Quốc | Yinyuetai Weekly Chart                                  | Mamacita (Drama Version) | 2      | [ 7 ]     |
| US         | Most Viewed K-Pop Videos in America - August 2014       | Mamacita                 | 2      |           |
| Quốc tế    | Most Viewed K-Pop Videos Around the World - August 2014 | Mamacita                 | 1      |           |

## Doanh thu
| 2014 | Tháng 9  | 237,646 | 237,646 | –       | –       | [ 8 ]   |         |         |
| 2014 | Tháng 10 | 32,728  | 270,354 | 114,216 | 114,216 | [ 9 ]   |         |         |
| 2014 | Tháng 11 | –       | –       | 28,644  | 142,860 | [ 10 ]  |         |         |
| 2014 | Tháng 12 | –       | 265,781 | 655     | 143,515 | [ 11 ]  |         |         |
| Tổng | Tổng     | 409,296 | 409,296 | 409,296 | 409,296 | 409,296 | 409,296 | 409,296 |

## Lịch sử phát hành
| Quốc gia | Ngày phát hành | Định dạng                               | Nhãn đĩa  |
| -------- | --- | --------------------------------------- | --------- |
| Hàn Quốc | 29 tháng 8 năm 2014 1 tháng 9 năm 2014 (Bản A) 12 tháng 9 năm 2014 (Bản B) 23 tháng 10 năm 2014 (Phiên bản đặc biệt) 27 tháng 10 năm 2014 (Phiên bản đặc biệt) | Digital download CD Digital download CD | KT Music  |
| Đài Loan | 24 tháng 12 năm 2014 (Phiên bản đặc biệt) | CD + DVD                                | Avex Trax |

## Giải thưởng
| Năm  | Giải thưởng                            | Hạng mục                                              | Đề cử cho    | Kết quả   | Tham khảo |
| ---- | -------------------------------------- | ----------------------------------------------------- | ------------ | --------- | --------- |
| 2014 | Golden Disk Awards                     | Disk Bonsang                                          | Mamacita     | Đoạt giải |           |
| 2014 | Mnet Asian Music Awards                | Album của năm                                         | Mamacita     | Đề cử     | [ 12 ]    |
| 2014 | Mnet Asian Music Awards                | Giải Daesang                                          | Mamacita     | Đề cử     | [ 12 ]    |
| 2014 | Seoul Music Awards                     | Giải Bonsang                                          | Mamacita     | Đoạt giải |           |
| 2014 | Gaon Chart K-Pop Awards                | Artist of the Year (Album) - 3rd Quarter              | Mamacita     | Đoạt giải | [ 13 ]    |
| 2014 | Gaon Chart K-Pop Awards                | Artist of the Year (Album) - 4th Quarter              | This Is Love | Đoạt giải | [ 13 ]    |
| 2014 | IFPI (Hong Kong Top Sales Music Award) | Phát hành bán hàng tốt nhất (Tiếng Nhật và Tiếng Hàn) | Mamacita     | Đoạt giải |           |
| 2014 | IFPI (Hong Kong Top Sales Music Award) | Phát hành bán hàng tốt nhất (Tiếng Nhật và Tiếng Hàn) | This Is Love | Đoạt giải |           |

### Giải thưởng chương trình âm nhạc
| Bài hát    | Chương trình       | Kênh truyền hình | Ngày nhận giải      |
| ---------- | ------------------ | ---------------- | ------------------- |
| "Mamacita" | Show Champion      | MBC Music        | 10 Tháng 9 năm 2014 |
| "Mamacita" | Show Champion      | MBC Music        | 17 Tháng 9 năm 2014 |
| "Mamacita" | M Countdown        | Mnet             | 11 Tháng 9 năm 2014 |
| "Mamacita" | Music Bank         | KBS              | 12 Tháng 9 năm 2014 |
| "Mamacita" | Music Bank         | KBS              | 19 Tháng 9 năm 2014 |
| "Mamacita" | "Show! Music Core" | MBC              | 13 Tháng 9 năm 2014 |
| "Mamacita" | "Show! Music Core" | MBC              | 20 Tháng 9 năm 2014 |
| "Mamacita" | Inkigayo           | SBS              | 14 Tháng 9 năm 2014 |
| "Mamacita" | Inkigayo           | SBS              | 21 Tháng 9 năm 2014 |